# Lausch (Band)
Lausch ist eine Post-Rock/Progressive-Rock-Band aus Österreich.

## Geschichte
Alexander Lausch begann als Jugendlicher eigene Songs zu schreiben. Ab 2001 nahm er diese, unter der Mithilfe von Freunden, auf und veröffentlichte sie im Eigenverlag unter dem Namen Lausch. Ab 2004 präsentierte er seine Musik als Solo-Projekt einem Live-Publikum.
2005 wuchs in ihm der Wunsch nach einer Umsetzung mit Band. Mit Matthias Ledwinka, der bereits bei etlichen Aufnahmen das Schlagzeug beigesteuert hatte und Arnold Zanon am Bass war das Rock-Trio komplett.
Seit 2012 arbeitet Lausch mit Timezone bzw. Rough Trade als deutschen Vertriebspartnern zusammen. Das führte auch zu ihrem ersten Deutschland-Konzert 2013 bei der Maiwoche in Osnabrück. Das Jahr 2016 markierte für die Band einen Höhepunkt in ihrer Heimat, mit Auftritten beim Nova Rock, beim Donauinselfest und einem Support für Mudhoney in der Szene Wien. Nach einer Deutschland-Tournee im Jänner 2018 teilten sie sich mit Van Holzen die Bühne für einige Auftritte in Österreich und Deutschland.
Bei der Entstehung des aktuellen Albums Love & Order im Jahr 2022 kam die Sängerin Ines Dallaji dazu. Sie sang nicht nur bei vielen Songs im Studio Begleitgesang, sondern unterstützt Lausch seit 2023 auch live.

## Stil
Lausch interpretieren den Alternative Sound auf unkonventionelle und zugleich eingängige Art und Weise. Sie vereinen Elemente des klassischen 90s Rock, Post Rock und Progressive Rock und lassen aufgrund ihrer Vielseitigkeit Vergleiche mit den sphärischen Instrumentalwerken von Long Distance Calling und dem hymnischen Rocksound von Biffy Clyro zu. Kantige Riffs und schwere Hooks alternieren mit melodiöser Fragilität, klangliche Dichte wird von Reduktion abgelöst und Komplexität und technische Experimentierfreude harmonieren mit Geradlinigkeit.

## Diskografie

### Alben
- 2007: Nothing but Not (LiMuPic Records)
- 2009: Friend of the Captain (LiMuPic Records)
- 2012: Canada Is Falling (LiMuPic Records/Timezone Distribution)
- 2015: Glass Bones (Panta R&E/Rough Trade Distribution)
- 2017: Quiet Men (Panta R&E/Rough Trade Distribution)
- 2023: Love & Order (Noise Appeal Records/Sony Distribution)

### Singles und EPs
- 2017: We Might As Well Dance / Thirst (Split-Single mit Matt Boroff, Limited Edition; Panta R&E, Left Front Door Records)
- 2018: Could Haves (Live-EP, Limited Edition Kassette; Panta R&E)